# ویلی آمس
ویلی آمس (انگلیسی: Willie Aames؛ زادهٔ ۱۵ ژوئیهٔ ۱۹۶۰) یک هنرپیشه، فیلم‌نامه‌نویس، کارگردان، و تهیه‌کننده تلویزیونی اهل ایالات متحده آمریکا است. وی از سال ۱۹۷۱ میلادی تاکنون مشغول فعالیت بوده‌است.

## فیلم‌شناسی
از فیلم‌ها یا برنامه‌های تلویزیونی که وی در آن نقش داشته است می‌توان به شکار لاشخور و زاپ شده! اشاره کرد.